# دانيلو أورتيز
دانيلو أورتيز (بالإسبانية: Danilo Ortiz) هو لاعب كرة قدم باراغواياني في مركز قلب الدفاع ولد في يوم 28 يوليو 1992 في مدينة أسونسيون في الباراغواي، يلعب حالياً مع نادي باليرمو في إيطاليا معار من نادي سيرو بورتينو في الأرجنتين، لعب مع منتخب الباراغواي لكرة القدم ويبلغ طوله 188 سم.

## مسيرته الكروية
لعب دانيلو أورتيز خلال مسيرته الاحترافية مع 7 أندية في ستة عشر موسمًا وسجل خلالها هدفين أثنين ضمن 128 مباراة. حيث فاز في موسم واحد بالكأس وفي موسمين بالدوري.
خاض دانيلو أورتيز مسيرته مع نادي سيرو بورتينيو في موسم 2011 في المرة الأولى ليلعب معه أربعة مواسم ثم ما بين عامي 2016 و2017 لمدة موسم واحد، مشاركًا طوالها في 63 مباراة ولم يسجل أي هدف. ثم انتقل إلى نادي باليرمو في موسم 2014–15 لمدة موسم واحد، حيث لم يشارك في أي مباراة ولم يسجل أي هدف أيضًا. لينتقل بعدها إلى نادي غودوي كروز ما بين عامي 2015 و2016 في المرة الأولى لمدة موسم واحد ثم في موسم 2016–17 واستمر معه طيلة ثلاثة مواسم ثم في موسم 2019–20 لمدة موسم واحد، مشاركًا طوالها في 29 مباراة ولم يسجل أي هدف أيضًا. ثم انتقل إلى نادي بانفيلد في موسم 2017–18 ولمدة موسمين، مشاركًا في 19 مباراة سجل خلالها هدفًا واحدًا. هذا وانتقل لاحقًا إلى نادي ليبرتاد ما بين عامي 2019 و2020 لمدة موسم واحد، مشاركًا في 7 مباريات ولم يسجل أي هدف.

## روابط خارجية
- دانيلو أورتيز على موقع قاعدة بيانات كرة القدم.إي يو (الإنجليزية)
- دانيلو أورتيز على موقع ناشيونال فوتبول تيمز (الإنجليزية)
- دانيلو أورتيز على موقع Soccerway.com (الإنجليزية)
- دانيلو أورتيز على موقع AS.com (الإسبانية)